# Oriol (nom)
|  | Per a altres significats, vegeu «Oriol (desambiguació)». |

Oriol (del dimiutiu llatí aureolus, d'aureus) és un nom usat tant com a nom propi com a cognom. També es pot trobar Uri o Ori com a variant diminutiva del nom propi.
Originalment era un nom de persona que a l'alta edat mitjana es troba com a nom únic, d'aquí passà a ser un cognom patronímic, però va tornar a usar-se com a nom de pila fent honor a Sant Josep Oriol; sense poder comptabilitzar les persones inscrites com Josep Oriol que haurien utilitzat només Oriol en la vida quotidiana, la inscripció d'infants amb el nom Oriol s'estengué particularment a partir de la dècada dels 1980.

## Etimologia
El nom d'Oriol prové de l'adjectiu llatí aureolus, que al seu torn deriva d'aureus ("daurat").

## Presonatges
Persones amb aquest nom han marcat un abans i un després en la història, com és el cas de Sant Josep Oriol (un capellà que diuen feia miracles) o Oriol Castiella (un dels millor jugadors de l'esport modern Dapo)